# دائرة بانامبا
دائرة بانامبا هي دائرة في منطقة كوليكورو في مالي، بلغ عدد سكانها حسب إحصاءات عام 2004 191,005 نسمة.
تبلغ مساحة الدائرة 8,240 كيلومتر مربع.

دائرة بانامبا هي موطنٌ رئيسيٌّ لمزارعي شعب البامبارا ، وكانت جزءًا من إمبراطورية البامبارا ما قبل الاستعمار.
تقع الدائرة بشكلٍ رئيسيٍّ في منطقة الساحل الأكثر جفافًا وخاصةً في شمالها، حيث يقطنها في الغالب رعاة من الفولا والموري. 

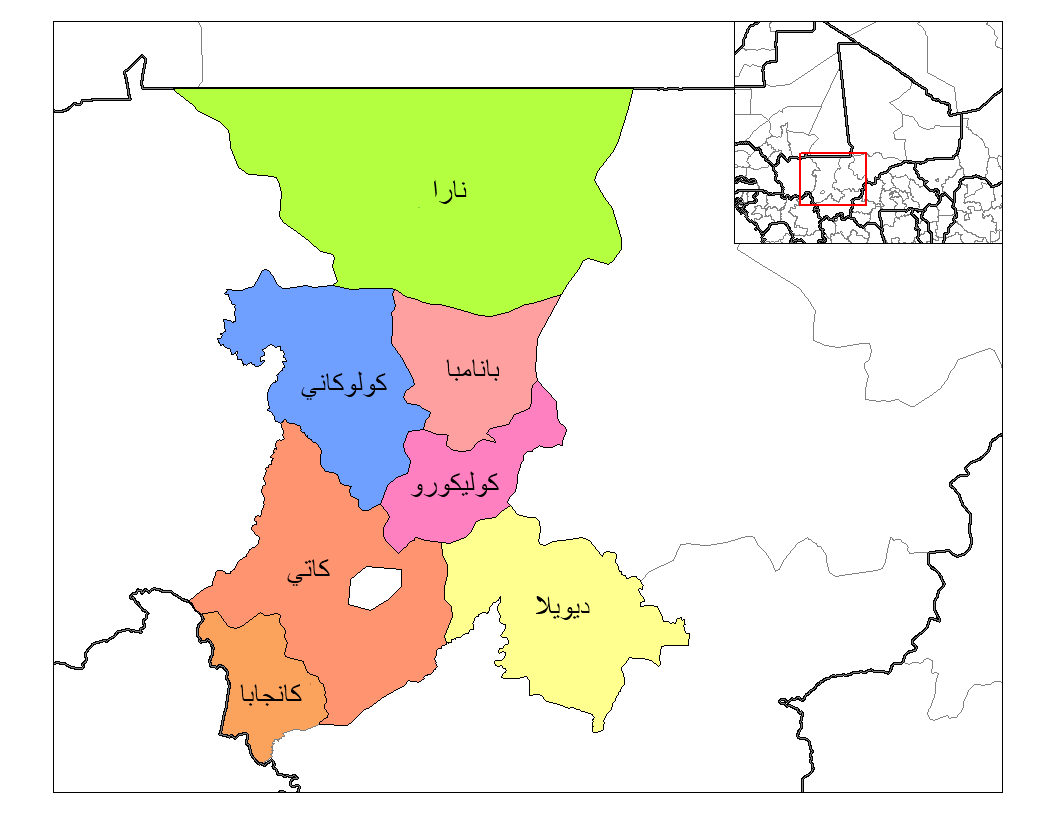
دوائر منطقة كوليكورو

## التركيبة السكانية حسب الجنس
حسب موقع سيتي بوبيوليشن فإن نسبة الإناث من السكان كانت 50.02% أي 95,901 نسمة، والذكور كانوا 48.8% أي 95,104 نسمة.